# 컴퓨터 과학자
컴퓨터 과학자 또는 전산학자는 컴퓨터 과학의 지식, 정보와 계산의 이론적 기초와 그 응용에 대한 연구를 하는 사람이다.
컴퓨터 과학자들이 그들의 노고와 연구를 (알고리즘 및 자료구조 설계, 소프트웨어 공학, 정보이론, 데이터 베이스 이론, 이론 컴퓨터 과학, 수치해석, 프로그래밍 언어 이론, 컴파일러, 컴퓨터 그래픽스, 컴퓨터 비전, 로보틱스, 컴퓨터 아키텍처, 운영체제)같은 특정 분야에 중점을 둘 수도 있으나, 그들의 기본 목적은 이러한 분야들을 바탕으로 한 컴퓨팅의 이론적 연구이다.
컴퓨터 과학자의 주요 목표는 유용한 이점(더 빠르고, 더 작고, 더 저렴하고, 더 정확함 등)을 제공하는 연산 시스템(프로세서, 프로그램, 사람과 상호 작용하는 컴퓨터, 다른 컴퓨터와 상호 작용하는 컴퓨터 등)의 속성을 설명하는 (종종 수학적인) 모델을 개발하거나 검증하는 것이다.

## 저명한 컴퓨터 과학자들
- 앨런 튜링
- 찰스 배비지
- 고틀로프 프레게
- 알론조 처치 - 람다 대수의 창시자.
- 해스켈 커리
- 데이나 스콧
- 존 배커스
- 존 폰 노이만
- 존 매카시 - 리스프(LISP 언어)의 창시자.
- 클로드 섀넌 - 정보이론의 창시자.
- 에츠허르 데이크스트라
- 도널드 커누스
- 라디카 나그팔
- 에릭 슈밋
- 래리 페이지
- 세르게이 브린
- 마빈 민스키
- 레이 커즈와일
- 데미스 허사비스
- 앤드류 응
- 앨런 펄리스
- 모리스 윌크스
- 리처드 해밍 (오류 검출 부호 및 오류 정정 부호)
- 제임스 H. 윌킨슨
- 찰스 바크만
- 앨런 뉴얼
- 허버트 사이먼
- 미하엘 라빈
- 데이나 스콧
- 존 배커스
- 로버트 플로이드
- 케네스 아이버슨
- 토니 호어
- 에드거 F. 커드
- 스티븐 쿡
- 켄 톰프슨
- 데니스 리치
- 니클라우스 비르트
- 리처드 카프 (알고리즘 이론, 특히 NP-완전성에 대한 연구)
- 존 홉크로프트 / 로버트 타잔 (알고리즘 및 자료구조의 디자인 및 분석)
- 존 코크 (컴파일러 이론, 대형 시스템 구조 연구, RISC 개발)
- 아이번 서덜랜드 (컴퓨터 그래픽스)
- 페르난도 J. 코바토 (CTSS, 멀틱스)
- 버틀러 램슨
- 유리스 하르트마니스
- 더글러스 엥겔바트
- 짐 그레이
- 프레더릭 브룩스
- 앤드루 야오 (계산이론, 유사 난수 생성기, 암호학 등)
- 로널드 라이베스트
- 아디 샤미르
- 앨런 케이
- 빈트 서프
- 로버트 칸
- 페테르 나우르 (프로그래밍언어와 알골 60 정의, 컴파일러 설계)
- 프랜시스 앨런 (고성능 컴퓨팅)
- 에드먼드 M. 클라크
- 유디 펄 (인공지능, 확률적 알고리즘과 원인 추론)
- 레슬리 램포트
- 마이클 스톤브레이커
- 휫필드 디피
- 팀 버너스리 (월드 와이드 웹)
- 존 헤네시
- 데이비드 패터슨
- 요슈아 벤지오
- 제프리 힌턴
- 얀 르쿤
- 에드윈 캐트멀
- 팻 핸러핸
- 앨프리드 에이호
- 제프리 울만
- 김용민
- 김철언
- 강승식
- 피터 리
- 고건
- 김진형
- 박찬모
- 백은옥
- 전길남
- 최양희
- 맹성현

## 같이 보기
- 컴퓨터 과학
- 튜링상
- 프로그래머
- 컴퓨터 과학자 목록
- 프로그래머 목록